# ВІЛ-інфекція серед ЧСЧ в Азербайджані
Перший випадок ВІЛ-інфекції в Азербайджані був зареєстрований в 1987 році. Станом на початок 2018 року в країні зареєстровано 6755 випадків ВІЛ-інфекції. Із загальної кількості ВІЛ-інфікованих 73,1% складають чоловіки. У період з 2009 по 2017 рр. захворюваність на ВІЛ-інфекцію була приблизно на одному рівні: у 2009 році вона становила 5,1 випадків ВІЛ на 100 тис. населення, а в 2017 році — 5,8 випадків. 
Найбільша частка від загального числа випадків ВІЛ припадає на ін'єкційний шлях передачі (45%), проте серед виявлених випадків станом на 2017 р. переважає статевий шлях передачі — 65%,. 
Значна частка випадків інфікування ВІЛ відбувається за межами країни. Наприклад, серед ВІЛ-позитивних громадян Азербайджану близько 20% були інфіковані за кордоном, переважно в Російській Федерації . Крім того, Туреччина, де існує значна субкультура трансгендерів і секс-працівників, і куди їздять трансгендери країн Кавказу, також входить до переліку країн c високими ризиками інфікування ВІЛ. Це може свідчити про вплив міграційних процесів на розвиток епідемії ВІЛ-інфекції. 

## ВІЛ-інфекція серед ЧСЧ в Азербайджані
За оцінками 2018 року в країні налічується 23900 ЧСЧ. Даних про ВІЛ-інфекцію серед транс-людей немає. 
Станом на 2018 рік серед ЧСЧ діагностовано кумулятивно 196 випадків ВІЛ,. Кількість нових випадків ВІЛ серед ЧСЧ збільшується. 

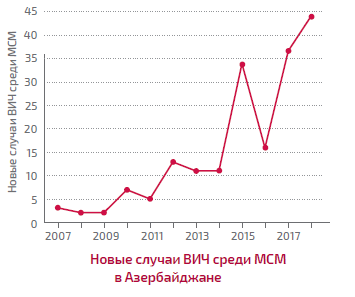
Нові випадки ВІЛ серед ЧСЧ в Азербайджані

Поширеність ВІЛ серед ЧСЧ теж росте: у 2007 році показник склав 1%, в 2011 році — 2%, а в 2015 році — 2,2%. За результатами останнього інтегрованого біоповеденческого дослідження (IBBS) серед ЧСЧ у 2018 році поширеність ВІЛ склала 1,1%. 
Поширеність ВІЛ за самооцінками ЧСЧ (серед тих, хто пройшов тестування) становить 12%. Таким чином, реальний рівень поширеності серед ЧСЧ може бути набагато вищим, ніж за даними національної статистики. Поширеність сифілісу серед ЧСЧ, в порівнянні з 2016 р. знизилась (13,6% в 2016 р. і 7,3% в 2018 р.). Разом з тим, поширеність гепатиту С становить 4%,. 
Показники поширеності ВІЛ серед ЧСЧ в інших країнах Східної Європи і Центральної Азії: в Росії — 7,1% (Москва) і 22,8% (Санкт-Петербург), в Грузії (Тбілісі) — 21,5%, в Стамбулі (Туреччина ) — 12,7%, в Казахстані — 6,2%, в Киргизстані — 6,6%, в Узбекистані — 3,7%.

## Поведінка МСМ в контексті ВІЛ
Обізнаність МСМ про те, де можна пройти тест на ВІЛ, незадовільна — всього 44% володіють такими знаннями. Крім цього, ЧСЧ в Азербайджані стикаються з недостатнім доступом до профілактичних послуг — всього 48% ЧСЧ вважають, що вони зможуть здати аналізи на ІПСШ або гепатит. 
За даними 2018 року скоротилася частка ЧСЧ, які пройшли тестування на ВІЛ за останні 12 місяців і знають свої результати: 2016 р. — 69,7%, 2018 р. — 43,6%. 
Зросла частка ЧСЧ, які використовували презерватив під час останнього сексуального контакту з партнером-чоловіком: 63,9% у 2016 р. та 68,8% у 2018 р.
Дослідження показують низький рівень систематичного використання презерватива з випадковим партнером — тільки 31% ЧСЧ завжди використовували презерватив з випадковими партнерами в попередні 6 місяців. 18% ЧСЧ залучені до секс-бізнесу. 

## Охоплення ЧСЧ ВІЛ-сервісом в Азербайджані
В Азербайджані є онлайн-спільноти, ініціативні групи та НУО, які надають послуги і підтримку для ЛГБТ. 
Профілактична діяльність НУО в країні недостатня, адже тільки 28% ЧСЧ мають доступ до ЧСЧ-сервісних організацій. ЧСЧ слабко охоплені ВІЛ-сервісом. Безкоштовні презервативи отримували всього 19%. Охоплення інформацією про ВІЛ/ІПСШ, тестуванням на ВІЛ та безкоштовними любрикантами є вкрай низьким — тільки 15-16% ЧСЧ їх отримували.

## Дискримінація і стигма ЧСЧ в Азербайджані
ЧСЧ в Азербайджані радше приймають свою гомосексуальність — рівень інтерналізованої гомонегативності серед ЧСЧ в країні складає 2,3 бала із 7 можливих. 
Разом з тим, Азербайджан є одною з найбільш нетерпимих країн в Європі. За даними рейтингу захищеності сексуальних меншин ILGA-Europe Азербайджан посідає останнє місце серед інших 49 країн в рейтингу. 
Декриміналізація добровільних статевих контактів між повнолітніми чоловіками в Азербайджані відбулась відносно недавно — у 2000 році. В інших країнах регіону це сталося в різний час: в Україні в 1991, а в Казахстані — в 1998. 
ЛГБТ зазнають неприйняття своєї гендерної ідентичності і сексуальної орієнтації з боку батьків і близьких. Зафіксовані випадки насильства і переслідувань ЛГБТ. ЗМІ спотворено транслюють новини за участю ЛГБТ. За даними ILGA-Europe є випадки побиття і навіть убивств ЛГБТ-осіб у зв'язку з їхньою сексуальною орієнтацією. 
На інституційному рівні ЛГБТ Азербайджану також не є захищеними від дискримінації та стигми — нема законів, що захищають ЛГБТ, немає спеціальних притулків від насильства. 
Все це сприяє закритості ЧСЧ і трансгендерів та створює перешкоди для ефективної профілактичної роботи щодо ВІЛ.